# Uranophora euchloa
Uranophora euchloa är en fjärilsart som beskrevs av George Francis Hampson 1905. Uranophora euchloa ingår i släktet Uranophora och familjen björnspinnare. Inga underarter finns listade i Catalogue of Life.